# Ibn Muqla
Abu ʿAli Muhammad Ibn ʿAli Ibn Muqla al-Shirazi (arabe : أبو علي محمد بن علي بن الحسين بن مقلة الشيرازي) dit Ibn Muqla,né en 885 à Bagdad, mort en 940 à Bagdad, est calligraphe et un vizir abbasside. Il fut un des plus grands calligraphe de l'époque abbasside. On pense qu'il a inventé le script naskh, premier style cursif arabe, ainsi que le thuluth.
Il est un des principaux personnages qui ont grandement amélioré la calligraphie arabe, avec Ibn al-Bawwab (m. 1002) et Yaqut al-Musta'simi (1203-1298).

## Biographie
Ibn Muqla fait une carrière dans l'administration : il est d'abord employé dans la province du Fars, avant d'entrer au service du vizir Ibn al-Furât (il lui confie d'importantes tâches en 908), puis en 927, du vizir 'Ali Ibn 'Isâ.
En 928, il devient à sont tour vizir, mais il doit faire face à plusieurs problèmes et abandonne sa fonction en 930, avant d'être à nouveau vizir en 932 pendant le califat d'al Qâhir. Ibn Muqla fut par la suite arrêté, emprisonné et torturé. Mais en 934, il retrouve ses fonctions, Mais jamais il ne parvint à imposer son autorité. Se heurtant à l'hostilité des grands émirs, il fut finalement arrêté une nouvelle fois en 938. Soumis à d'horribles supplices, il mourut en prison en 940.
Ses démêlés avec le pouvoir sont célèbres, en particulier avec le calife Ar-Radi et le vizir Ibn Ra'iq, son concurrent. Dans ce contexte, il eut la main droite coupée (il fixa un calame à son poignet pour continuer à écrire) puis Ibn Râ'iq lui fit couper la langue.

## Calligraphe

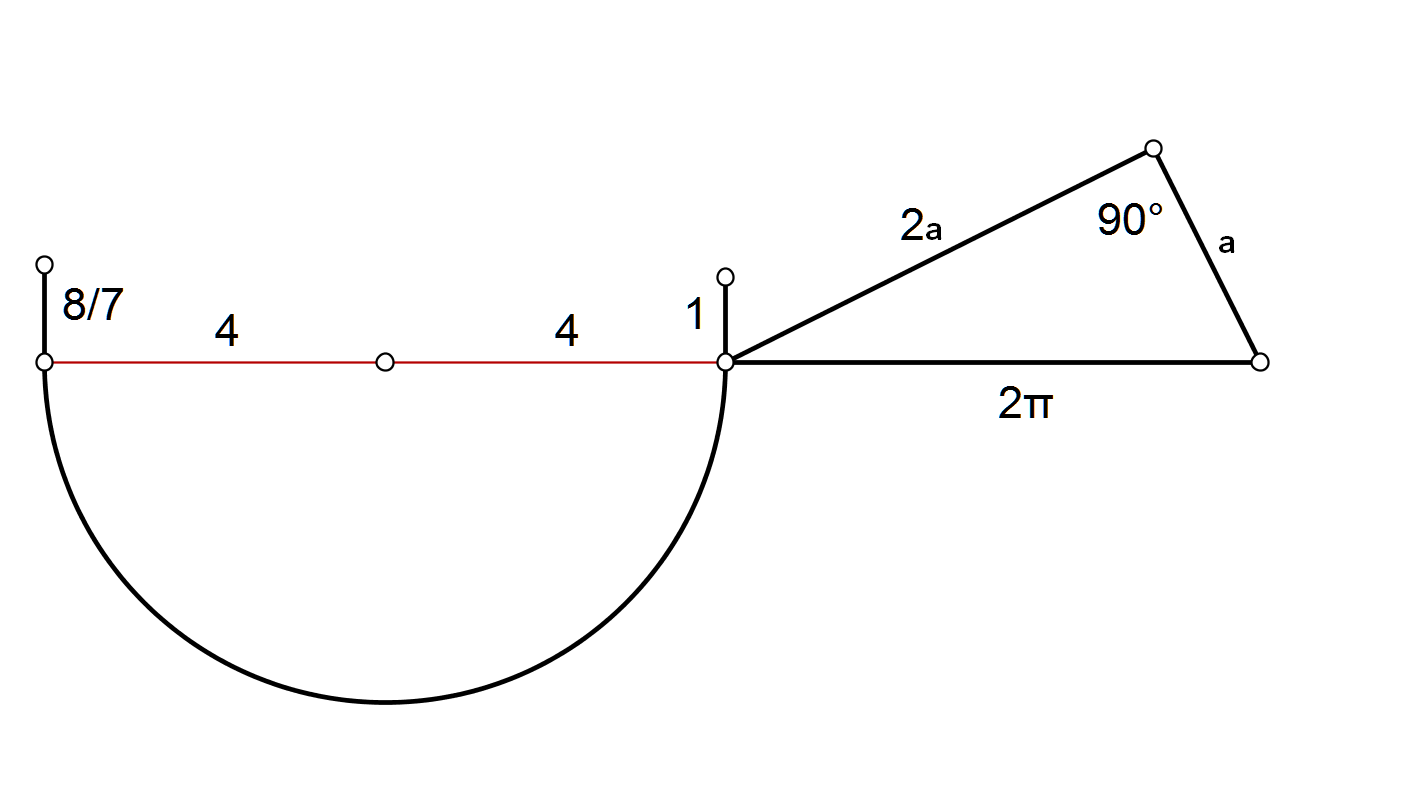
Construction de la lettre « ṣād » selon Ibn Muqla.

Avec le naskhi, qui vient remplacer le koufique angulaire, Ibn Muqla un style cursif arrondi qui deviendra un standard de la calligraphie arabe. Utilisé primitivement pour calligraphier le Coran, il est introduit dans les chancelleries au XIe siècle où il sera largement utilisé pour la correspondance d'abord royale puis commune, ains que comme décor architectural.

L'historiographie arabe unanime attribue à Ibn Muqla la systématisation de la calligraphie arabe par la création du premier code pour cet art,. Il applique les lois de la géométrie pour fixer, à partir du style naski, les dimensions de chaque lettre. Pour ce faire, il recourt au point diacritique comme unité de base. De ce fait, si le nombre de points varie en fonction du style d'écriture, il reste fixe pour chaque type d'écriture. 

Proportions du nastaliq : on voit l'utilisation des points pour mesurer les proportions de chaque lettre.

On possède la copie (1663) d'un de ses traités (Précis de calligraphie) qui condense en une dizaine de pages ses conceptions. On y trouve des recommandations sur l'encre à employer et sur la taille du roseau qui sert de plume. Il y donne des noms à chaque mouvement qui compose une lettre, et il établit des rapports entre la taille des lettres. Toutefois, Hassan Massoudy relève qu'on ne trouve rien dans ce texte sur le système de mesure des lettres par les points — une innovation majeure à ses yeux mais due selon lui à « d'autres calligraphes [qui] ont fait évoluer ce code. » Ibn Muqla conclut son traité par ces mots: « Il ne faut pas se contenter du moindre, il faut se critiquer soi-même comme on critiquerait un autre calligraphe. »
Ibn Muqla est aussi connu pour la pureté de son style, et son travail est célébré par de nombreux poètes et témoignages, comme celui d'Abdallah Ibn al Zariji qui écrit au Xe siècle : « Ibn Muqla est un prophète dans l'art calligraphique. Son don est comparable à l'inspiration des abeilles construisant des alvéoles ».

## Notes et références

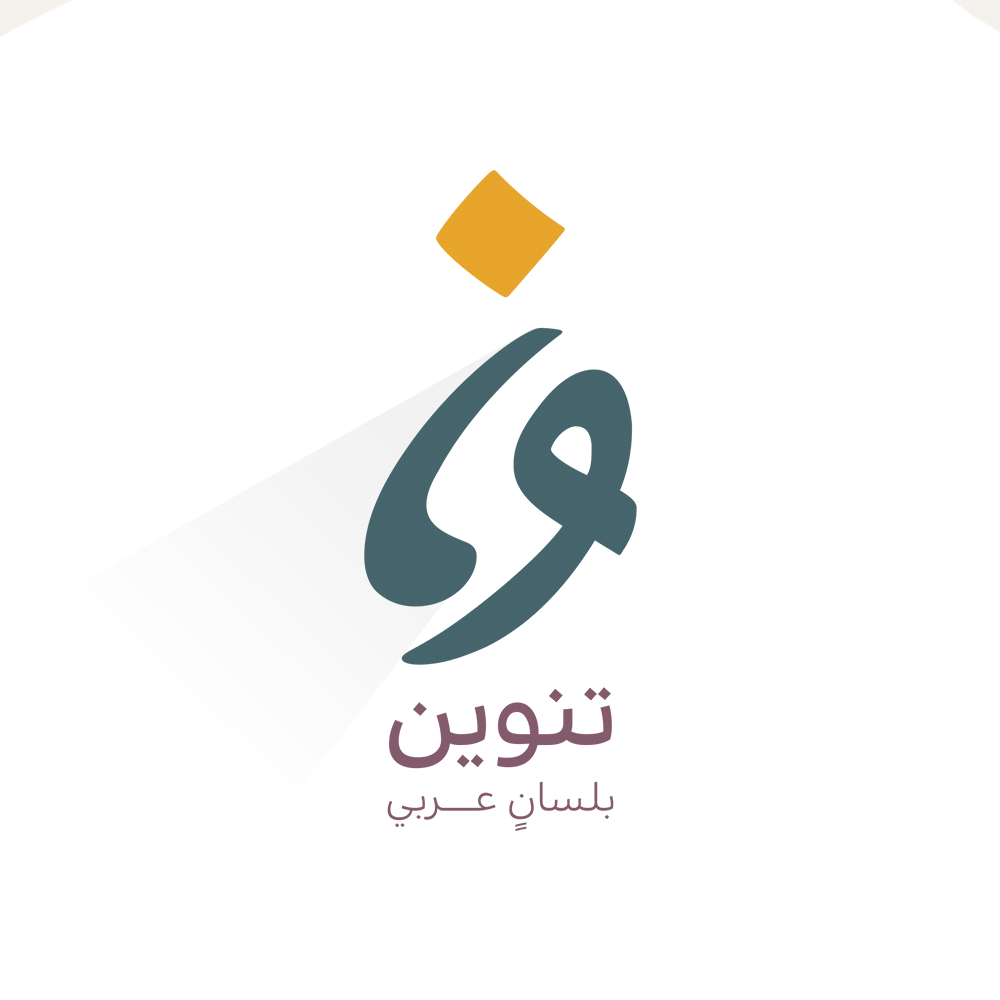
Le signe diacritique tanwin surmonté d'un point jaune décoratif, semblable à ceux introduits par Ibn Muqla.